# Enneapterygius tutuilae
Enneapterygius tutuilae е вид бодлоперка от семейство Tripterygiidae. Видът не е застрашен от изчезване.

## Разпространение
Разпространен е в Австралия, Американска Самоа, Вануату, Гуам, Индонезия, Кирибати (Лайн и Феникс), Кокосови острови, Мавриций, Мадагаскар, Малки далечни острови на САЩ (Лайн, Остров Бейкър и Хауленд), Маршалови острови, Микронезия, Науру, Ниуе, Нова Каледония, Остров Рождество, Острови Кук, Палау, Папуа Нова Гвинея, Провинции в КНР, Реюнион, Самоа, Саудитска Арабия, Северни Мариански острови, Соломонови острови, Сомалия, Судан, Тайван, Тайланд, Токелау, Тонга, Тувалу, Уолис и Футуна, Фиджи, Филипини, Френска Полинезия и Япония.